# Татарский Канадей
Татарский Канадей — село в Кузнецком районе Пензенской области. Входит в состав Большетруевского сельсовета.

## География
Татарское село, самая восточная точка Пензенской области, в 25 км к востоку от Кузнецка. Село делится на две части: западная сторона называется Курмыш (русское название: несколько домов, построенных на отшибе), восточная — по присоединенной деревне Меняш (от мордовского слова со значением «изгиб»).

## Происхождение названия
Названо по р. Канадей, в верховьях которой расположено.

## История
В 1700 году служилым татарам деревни Канадей Пензенского уезда, во главе с Минеем Теребердеевым, была дана выпись из межевых книг на владение поместными землями по речкам Канадейке и Рызлейке. 
Основано на землях, отказанных в декабре 1701 г. Саранской приказной избой татарам д. Пишли (ныне село Татарская Пишля Рузаевского района Мордовии) и ясачной мордве.
В 1720 г. упоминается как татарская деревня.

## Население
| 1747  | 1762  | 1795  | 1859  | 1877  | 1897  | 1911  |
| ----- | ----- | ----- | ----- | ----- | ----- | ----- |
| 826   | ↘470  | ↗712  | ↗1044 | ↗1167 | ↗1508 | ↗2479 |
| 1926  | 1930  | 1939  | 1959  | 1979  | 1989  | 1996  |
| ↘2285 | ↗2634 | ↘1674 | ↘1339 | ↗2715 | ↗2927 | ↘2513 |
| 2002  | 2010  |       |       |       |       |       |
| ↘2366 | ↘2356 |       |       |       |       |       |

## Экономика
Ныне сельскохозяйственное товарищество специализируется на производстве зерновых культур и мясо-молочной продукции. Мельница для размола комбикормов, пекарня, почта (телеграф, телефон), 2 магазина, средняя школа, фельдшерско-акушерский пункт, аптечный киоск, 2 библиотеки, дом культуры.

## Религия
В селе две мечети

## Известные уроженцы
- Адель Кутуй (1903—1945) — советский, татарский писатель, поэт и драматург.
- Кутуева, Зайнуль Мухамедовна (1903—1996) — фтизиатр, заслуженный врач ТАССР, РСФСР.
- Яфаров, Джафяс Джафярович (1976—2000) — Герой Российской Федерации.